# Jacques Soustelle
Jacques Soustelle (Montpellier, Francia, 3 de febrero de 1912 - 6 de agosto de 1990) fue un político y etnólogo francés, especialista en las culturas mesoamericanas. Llegó a ser director del Museo del Ho e en París en 1938.

## Biografía
Antifascista, se alió a la resistencia francesa y al general Charles de Gaulle en Londres. Fue jefe de información y servicios de inteligencia. Fue ministro de Información y después de las Colonias en 1945. Como secretario general del Reagrupamiento del Pueblo Francés (RPF) de 1947 a 1951, llegó a ser gobernador general de Argelia en 1955-56.
Estuvo a favor de la integración de la comunidad musulmana en los entonces departamentos franceses. Soustelle contribuyó al retorno de De Gaulle al poder y fue Ministro de Información en 1958. En 1959, fue nombrado Ministro de Estado a cargo del Exterior.
Sus opiniones a favor de la Independencia de Argelia se opusieron a la política de De Gaulle (ver guerra de Independencia de Argelia) y fue cesado en el gabinete y en el Partido gaullista Unión para la Nueva República (UNR) en 1960. Por apoyar la incorporación de Argelia dentro de la República Francesa fue investigado por atentar contra la autoridad del Estado.
Vivió en el exilio entre 1961 y 1968. Después de ser perdonado, regresó a la política.
Soustelle fue miembro del Parlamento por Mayenne en 1945-46; luego por el Ródano (1951-58), como Gaulista; y de 1973 a 1978 como miembro del centrista partido Reformadores.
En 1981 recibió el Premio Internacional Alfonso Reyes. 
Fue elegido miembro de la Academia Francesa en 1983. Publicó: Envers et contre tout, Aimée et souffrante Algérie, L'Espérance trahie, l'Art du Mexique, Mexique et les Quatre Soleils.

## Publicaciones selectivas

### Mexico y culturas mesoamericanas
- " México, tierra india" (1977 SepSetentas, trad. Rodolfo Usigli)
- Vida Cotidiana de los Aztecas en vísperas de la Conquista
- Los Olmecas (1979)
- La Familia Otomí-Pame del México Central
- Los Mayas
- El Universo de los Aztecas

### Francia Libre
- Envers et contre tout :
  - T.1 : De Londres à Alger. Souvenirs et documents sur la France libre, 1940-1942, Robert Laffont, 1947, 470 p.
  - T.2 : D’Alger à Paris, souvenirs et documents sur la France libre, 1942-1944, Robert Laffont, 1950, 457 p.

- Datos: Q699510
- Multimedia: Jacques Soustelle / Q699510